# Système de télévision
Un système de télévision est un terme canadien désignant un groupe de stations de télévision partageant le même propriétaire, la même marque, et la même programmation, mais qui n'est pas légalement considéré comme un réseau de télévision complet. Les systèmes de télévision peuvent informellement être référés en tant que réseaux par certains, mais ne sont pas de vrais réseaux au nom de la législation sur la radiodiffusion au Canada.